# Marco Pérez Murillo
Marco Jhonnier Pérez Murillo (ur. 18 września 1990 w Quibdó) – kolumbijski piłkarz występujący najczęściej na pozycji lewego napastnika. Od 2012 roku zawodnik O’Higgins, grającego w Primera División de Chile.

## Osiągnięcia
- Boyacá Chicó FC
  - Mistrz Colombia: Apertura 2008